# Oliveriana egregia
Oliveriana egregia är en orkidéart som beskrevs av Heinrich Gustav Reichenbach. Oliveriana egregia ingår i släktet Oliveriana och familjen orkidéer. Inga underarter finns listade i Catalogue of Life.

## Bildgalleri

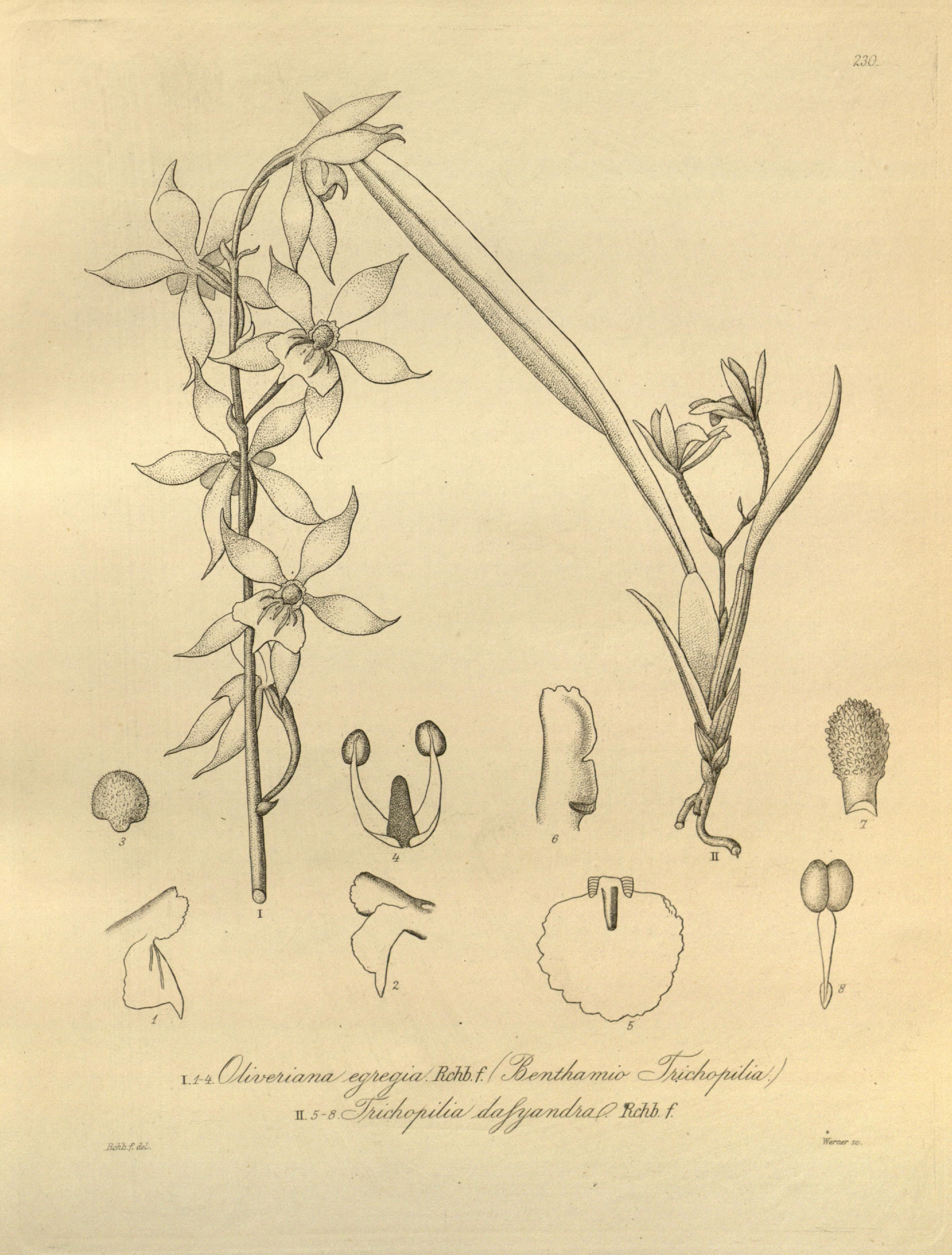